# София Антония Брауншвейг-Вольфенбюттельская
София Антония Брауншвейг-Вольфенбюттельская (нем. Sophie Antonie von Braunschweig-Wolfenbüttel), или София Антуанетта Брауншвейг-Вольфенбюттель-Бевернская (нем. Sophie Antoinette von Braunschweig-Wolfenbüttel-Bevern; 24 января 1724, Вольфенбюттель, герцогство Брауншвейг-Вольфенбюттель, Священная Римская империя — 17 мая 1800, Кобург, герцогство Саксен-Кобург-Заальфельд, Священная Римская империя) — немецкая принцесса из дома Вельфов, урождённая принцесса Брауншвейг-Вольфенбюттельская; в замужестве — герцогиня Саксен-Кобург-Заальфельдская.

## Биография

### Происхождение
Принцесса София Антония родилась в Вольфенбюттеле 24 января (или 13 января) 1724 года. Она была десятым ребёнком из семнадцати детей в семье герцога Фердинанда Альбрехта II Брауншвейг-Бевернского и принцессы Антуанетты Амалии Брауншвейг-Вольфенбюттельской. Двор отца в Беверне был очень скромным, и детство она провела в замке Зальцдалум в Вольфенбюттеле.
Принцесса София Антония по линии матери приходилась кузиной российскому императору Петру II и австрийской императрице Марии Терезии. Через брак сестры принцессы Елизаветы она была свояченицей прусского короля Фридриха II, а через брак другой сестры, принцессы Луизы Амалия — свояченицей принца Августа Вильгельма и тётей их сына, прусского короля Фридриха Вильгельма II.

### Брак и потомство
Принцесса София Антония, связанная родственными узами со многими правящими дома в Европе, считалась завидной невестой. Но из-за непривлекательной внешности никто не решался делать ей предложение. При посредничестве брата, принца Карла, ей был найден жених, которым стал наследный принц Эрнст Фридрих Саксен-Кобург-Заальфельдский. Ровесник принцессы, он был добродушным человеком, но не имел успеха у женщин из-за непривлекательной внешности. Оба понравились друг другу.
В Вольфенбюттеле 23 апреля 1749 года принцесса София Антония сочеталась браком с принцем Эрнестом Фридрихом. В этом браке родились семеро детей:
- принц Франц Фридрих Саксен-Кобург-Заальфельдский (15.07.1750— 9.12.1806), герцог Саксен-Кобург-Заальфельдский, сочетался первым браком 6.03.1776 в Гильдбурггаузене с принцессой Софией Саксен-Гильдбурггаузенской (22.02.1760 — 28.10.1776), вторым браком 13.06.1777 в Эберсдорфе с принцессой Августой Рейсс-Эберсдорфской;
- принц Карл Вильгельм Фердинанд Саксен-Кобург-Заальфельдский (21.11.1751 — 16.02.1757), умер в детстве;
- принцесса Фридерика Юлиана Саксен-Кобург-Заальфельдская (14.09.1752 — 24.09.1752), умерла в младенчестве;
- принцесса Каролина Ульрика Амалия Саксен-Кобург-Заальфельдская (19.10.1753 —1.10.1829), имперская аббатиса в Гандерсгеймском монастыре[нем.];
- принц Людвиг Карл Фридрих Саксен-Кобург-Заальфельдский (2.01.1755 —4.05.1806), от внебрачной связи с мадемуазель Брюте-де-ла-Ривьер имел единственного сына, которому был присвоен титул барон фон Кобург;
- принц Фердинанд Генрих Август Саксен-Кобург-Заальфельдский (12.04.1756 — 8.07.1758), умер в младенчестве;
- принц Фридрих Саксен-Кобург-Заальфельдский (4.03.1758 — 26.06.1758), умер в младенчестве[1].

Через браки внуков и внучек, потомками герцогской четы являются современные монархи Бельгии и Великобритании.

### Герцогиня Саксен-Кобург-Заальфельдская
В 1764 году принц Эрнст Фридрих унаследовал титул герцога Саксен-Кобург-Заальфельда, и принцесса София Антония стала герцогиней. После правления её свёкра у герцогства остались большие долги. В 1773 году император Иосиф II был вынужден направить в герцогство финансовую комиссию, которая в течение последующих тридцати лет изымала средства для погашения долгов. Герцогу Эрнсту Фридриху было определено ежегодное содержание в 12 000 талеров. Таким образом герцогская семья располагала крайне малыми средствами.
Герцогиня София Антония умерла в Кобурге 17 мая 1802 года.